# Autoestrada A16
La A16 o Circonvallazione Esterna dell'Area Metropolitana di Lisbona è un'autostrada portoghese, che collega Cascais con Belas, facendo un giro circolare attraverso l'Area Metropolitana di Lisbona, con una lunghezza totale di 23 km.
Inaugurato il 30 settembre 2009, fa parte della nuova concessione della Grande Lisbona. Serve come alternativa all'IC19, realizzando anche il collegamento Belas-Sintra-Cascais. Inizia a CRIL (IC17) e si immette nella A9 CREL, uscendo vicino all'area di servizio della A9, CREL (Sud) e termina all'autostrada Costa di Estoril, accanto al nuovo ospedale di Cascais (accanto al Decathlon di Cascais). Attraversa zone come Mira-Sintra, Carregueira, Algueirão, Lourel (dove fa parte del tratto dell'itinerario complementare già realizzato dal 1994, dallo svincolo di Campo Raso allo svincolo di Ranholas), Alcabideche e Autódromo do Estoril.
L'autostrada termina al CREL ma non prosegue sulla IC16, come annunciato, ed è necessario entrare nel CREL per imboccare successivamente la IC16. Solo con questo percorso è considerato come alternativa all'IC19.
Il regime imposto dall'ex concessionaria AENOR, ora Ascendi, è a Pedaggio Parziale, poiché alcune delle tratte esistenti come Lourel-Ranholas e Autódromo-Alcabideche saranno gratuite, perché prima di essere riclassificate come parte della A16 facevano già parte di altre strade.
L'ultimo tratto, di 700 metri, tra lo svincolo Pontinha/Alfornelos con la IC17 CRIL e la rotonda del Benfica, è stato aperto al traffico il 29 novembre 2014. Questo ha completato la costruzione della cosiddetta Rete Stradale della Grande Lisbona, una serie di superstrade per accedere alla capitale, pianificata a partire dagli anni '70.